# ياسر عكرة
علي ياسر عكرة (2 يناير 1985) لاعب كرة قدم سوري من دون عقد حاليا يجيد اللعب في خط الوسط.

## روابط خارجية
- ياسر عكرة على موقع قاعدة بيانات كرة القدم.إي يو (الإنجليزية)
- ياسر عكرة على موقع Soccerway.com (الإنجليزية)